# Humanes Choriongonadotropin
Das humane Choriongonadotropin, kurz hCG, ist ein Peptidhormon (genauer ein Gonadotropin), das während einer Schwangerschaft vom menschlichen Syncytiotrophoblasten (einem Teil der Plazenta) gebildet wird, für Beginn und Erhalt der Schwangerschaft verantwortlich ist und somit laborchemisch zur frühen Schwangerschaftsbestimmung genutzt werden kann. Chorion-Gonadotropin als von den Zellen der Plazenta produziertes Hormon gibt es nicht nur beim Menschen.

## Struktur
Das humane Choriongonadotropin ist ein Glykoprotein und besteht aus zwei Untereinheiten, der α-Untereinheit (α-hCG) mit 92 Aminosäuren und der β-Untereinheit (β-hCG) mit 145 Aminosäuren. Die β-Untereinheit ist spezifisch für das hCG. Die α-Untereinheit kommt dagegen auch in weiteren Hormonen vor: follikelstimulierendes Hormon (FSH), luteinisierendes Hormon (LH) und Thyreotropin (TSH).

## Konzentration
Bei Männern und nicht schwangeren Frauen beträgt der Normalwert der hCG-Konzentration im Blut bis zu 5 IU/Liter. Bei Frauen erhöht sich nach Einsetzen der Wechseljahre der Normalwert auf bis zu 10 IU/Liter. Etwa fünf Tage nach der Einnistung steigt die Konzentration an. In der dritten Woche nach Empfängnis liegen die Werte noch bei unter 50 IU/Liter, in der vierten Woche unter 400 IU/Liter. Das Maximum wird in der 10. bis 12. Woche mit bis zu 230.000 IU/Liter erreicht. Die Konzentration sinkt danach wieder und liegt gegen Ende der Schwangerschaft zwischen 5.000 und 65.000 IU/Liter. Andere Untersuchungen beschreiben Maximalwerte von 289.000 IU/Liter und berichten von Werten zwischen 940 und 60.000 IU/Liter gegen Ende der Schwangerschaft. Etwa 11 bis 17 Tage nach der Geburt werden wieder die Normalwerte erreicht.
Die Konzentration im Urin ist jeweils geringer. Frei verkäufliche Schwangerschaftstests zeigen meist ab 25 IU/Liter im Urin ein positives Ergebnis an.

## Funktion
Zu Beginn der Schwangerschaft, ca. 114 Stunden (Mitte des fünften Tages) nach der Befruchtung, beginnt eine spezielle Form des hCG, das hyperglycosylierte hCG, die Einnistung (Nidation) der Blastozyste vorzubereiten. Einige Zellen der Blastozyste differenzieren sich dazu in einkernige Zytotrophoblastzellen, in denen zunächst überwiegend das hyperglycosylierte hCG gebildet wird. Durch den Kontakt mit dem Endometrium (der Schleimhaut) des Uterus differenzieren und proliferieren einige Trophoblastzellen zum vielkernigen Synzytiotrophoblasten, in dem in der Folge die Produktion des biologisch aktiven hCG erfolgt. Aus diesen beiden Zellformen entsteht schließlich das primäre Chorion mit seinen Zotten, die frühe Form des kindlichen Anteils der Plazenta. HCG stimuliert den Gelbkörper (Corpus luteum) im Eierstock zur Ausschüttung eines weiteren Hormons, Progesteron, welches die Uterusschleimhaut aufbaut und über negative Rückkopplung zur Hypophyse den Eierstöcken signalisiert, dass für die nächste Zeit keine Eisprünge notwendig sind (weitere Ovulationen bleiben aus). Da bei einer Schwangerschaft der Gelbkörper nicht zugrunde geht, sondern die Progesteronausschüttung aufrechterhält, bleibt die Menstruationsblutung aus und die vor dem Eisprung aufgebaute Gebärmutterschleimhaut wird aufgelockert.
Die Degeneration des Gelbkörpers in ein narbig verändertes Corpus albicans bleibt aus, es entwickelt sich in ein Corpus luteum graviditatis.
In den ersten Wochen der Schwangerschaft steigt die hCG-Konzentration im Blut stetig an, ca. alle zwei Tage verdoppeln sich die Hormonwerte. Das Maximum wird etwa zwischen der achten und zehnten Schwangerschaftswoche erreicht. Danach fallen die hCG-Werte langsam auf basale Konzentrationen ab, die kurz vor der 20. Schwangerschaftswoche erreicht werden. Bis die Plazenta so weit ausgereift ist, dass sie das schwangerschafterhaltende Hormon Progesteron selbst bildet, kann der Gelbkörper bis zum Ende des 4. Schwangerschaftsmonats weiterhin Progesteron produzieren.

## Nachweis
Der Nachweis signifikanter Mengen von humanem Choriongonadotropin im Blut oder Urin einer Frau ist ein sehr wichtiges Zeichen einer Schwangerschaft. So gut wie alle Schwangerschaftstests funktionieren über den Nachweis der für das hCG spezifischen β-hCG-Untereinheit. Dies geschieht immunologisch durch Antikörper gegen Epitope der β-Untereinheit. Je nach den Bindungsstellen am hCG-Hormon messen solche immunologischen Assays nur das komplette dimere Hormon (intaktes hCG) oder das komplette Hormon plus freie β-Kette (Total-hCG), das häufig irrtümlich als „β-hCG“ bezeichnet wird. Weniger als 1 % des gesamten hCG ist freies, d. h. nicht gebundenes β-hCG, weshalb es nicht sinnvoll ist, zur Feststellung einer Schwangerschaft Tests zu verwenden, die nur mit dieser kleinen Teilmenge reagieren können.
Allerdings ist die Bestimmung des freien β-hCGs im Rahmen der Suche nach Chromosomenstörungen, insbesondere der Trisomie 21, im ersten Trimester der Schwangerschaft von Bedeutung (First-Trimester-Screening).

## Tumormarker
Humanes Choriongonadotropin wird aber auch von einigen Tumoren der Keimdrüsen oder der Plazenta – wie Nichtseminomen, Seminomen, Chorionkarzinomen und dem Ovarialkarzinom produziert. Seltener finden sich erhöhte hCG-Werte bei Tumoren der Mamma, der Leber, des Dünndarms, Kolons und der Nieren sowie beim Bronchialkarzinom. Wegen der geringen Spezifität ist der Wert nicht zur Diagnostik einer Tumorerkrankung geeignet. Er kann wie fast jeder Tumormarker bei bekannter Erkrankung nur zur Verlaufsbeurteilung verwendet werden.
Daneben kann eine erhöhte hCG-Konzentration ein Hinweis auf eine Mehrlingsschwangerschaft, eine Blasenmole oder auch auf eine fetale Trisomie 21 (Down-Syndrom) sein.

## Weitere Anwendung
Die Eigenschaft von hCG, die körpereigene Testosteronproduktion anzuregen, kann ausgenutzt werden, um beim Mann einer Hoden-Atrophie entgegenzuwirken. Athleten aus Kraftsportdisziplinen oder dem Bodybuilding, die ihre Leistung mit anabolen Steroiden wie Dianabol und Sustanon steigern, injizieren hCG, um die durch die Gabe künstlichen Testosterons verursachten Hodenschrumpfungen zu vermeiden. In der Medizin wird hCG bei der Behandlung nicht herabgestiegener Hoden (Kryptorchismus) bei Jungen sowie zur Verbesserung der Fruchtbarkeit bei Frauen verwendet.

## hCG-Antikörper
Da sowohl bei einer Schwangerschaft als auch bei Tumoren das hCG eine Immuntoleranz ausübt, gibt es Studien mit einer hCG-Impfung bestehend aus hCG und Diphtherie-Toxoiden. Hierdurch produziert der Körper Antikörper gegen hCG, was zur Tumorbekämpfung einerseits und zur Kontrazeption andererseits angewandt werden kann (vgl. auch w:en:AVICINE). Ein erster Feldversuch wurde bereits 1993/1994 unternommen, wobei die Frauen, die alle bereits eine Sterilisation hinter sich hatten, vorher über die vermutete Wirkung informiert wurden. Diese Studie wird von Impfgegnern als „Beweis“ für ihre Behauptungen herangezogen, Tetanus-Impfkampagnen würden heimlich Frauen sterilisieren. Diesen Vorwurf erhob nach mehrfach laborbestätigten Untersuchungen im Januar und Februar 2015 auch die Kenianische Konferenz katholischer Bischöfe.

## hCG-Diät
Der britische Endokrinologe Albert T.W. Simeons empfahl hCG erstmals als Ergänzung zu einer ultra-energiearmen Gewichtsverlust-Diät mit weniger als 2000 kJ (500 kcal). Simeons untersuchte in Indien schwangere Frauen, die sich einer energiereduzierten Diät unterzogen. Durch die Behandlung mit kleinen hCG-Dosierungen stellte Simeons fest, dass seine Patienten eher Fettgewebe verloren als Muskelgewebe.
Im Jahr 1954 veröffentlichte Simeons sein Buch Pound and Inches zum Thema Gewichtsverlust. Als praktizierender Arzt im Salvator Mundi Krankenhaus in Rom empfahl er Patienten tägliche kleine hCG-Injektionen, kombiniert mit einer individuellen ultra-energiearmen, proteinreichen, kohlenhydrat- und fettarmen Diät. Ziel dieser Diät war der Verlust von Fettgewebe ohne dabei an Muskelgewebe zu verlieren.
Simeons Forschungsergebnisse wurden nie von anderen Forschern aufgegriffen oder erweitert. Auf Grund von Beschwerden veranlasste 1976 die amerikanische Behörde für Lebens- und Arzneimittel, dass sämtlichen Werbungen für hCG-Diäten folgender Hinweis beigelegt werden sollte:

„These weight reduction treatments include the injection of HCG, a drug which has not been approved by the Food and Drug Administration as safe and effective in the treatment of obesity or weight control. There is no substantial evidence that HCG increases weight loss beyond that resulting from caloric restriction, that it causes a more attractive or normal distribution of fat, or that it decreases the hunger and discomfort associated with calorie-restrictive diets.“

Es fand ein wiedererstarkendes Interesse an hCG-Diäten statt, nachdem Kevin Trudeau dafür begann zu werben. Dieser erhielt später ein Verbot von der Bundeshandelskommission, weitere Behauptungen bezüglich hCG-Diäten aufzustellen. Das Verbot resultierte letztlich in einer Haftstrafe für Kevin Trudeau.
Als wissenschaftlicher Konsens gilt generell, dass jeglicher Gewichtsverlust, der von Teilnehmern einer hCG-Diät berichtet wird, vollständig an der täglichen Aufnahme von lediglich 2000-4000 kJ (500–1000 kcal) liegt, also deutlich unter der empfohlenen Menge für Erwachsene.